# 皇室令
皇室令（こうしつれい）とは、旧皇室典範を根拠として、皇室典範に属する法体系いわゆる「宮務法」のもとで制定されていた、皇室に関係する一連の天皇の命令を指す。これは大日本帝国憲法に属する法体系いわゆる「国務法」とは異なり、皇室典範と同様、制定・改定には帝国議会は関与しない（典憲二元主義）。
1947年（昭和22年）5月2日、日本国憲法施行に先立ち発せられた皇室令「皇室令及附属法令廃止ノ件」（昭和22年5月2日皇室令第12号）により、80件の皇室令及び38件の附属法令（宮内省令35件、宮内省達2件、閣令1件）が廃止された。

## 概説
当時の皇室典範に基づく諸規則、宮内官制及びその他の皇室の事務に関して、勅定を経た規定で発表を要するものは、皇室令として制定し、上諭を附してこれを公布した。この法形式は明治40年2月1日に公布施行された公式令第5条で始めて制定された。日本国憲法施行に伴い、この法形式が廃止されることとなり、1947年（昭和22年）5月2日公布の「皇室令及附属法令廃止ノ件」によって全ての皇室令が1947年（昭和22年）5月2日限りで廃止されている。
大日本帝国憲法に基づく法体系（いわゆる「国務法」）と皇室典範に属する法体系（いわゆる「宮務法」）の二系統が存在することを、「典憲二元主義」という。その例外として、朝鮮王朝の末裔である王公族に関する法令がある。国務法に属する「王公族ノ権義ニ関スル法律」（大正15年12月1日法律第83号）を根拠に、「王公家軌範」（大正15年12月1日皇室令第17号）を制定する、異例の形態をとった。これは、帝室制度審議会の伊東巳代治が「皇族に準ずる扱い」である王公族の規範を皇族令として定めることにこだわった一方、「皇族ではない」王公族の権利義務は国務法で定める必要があったため、その解決策として法律によって帝国議会から立法権を委任させたためである。
上諭には親署の後、御璽を鈐し、宮内大臣は年月日を記入しこれに副署することとされていた。但し、国務大臣の職務に関連する皇室令の上諭には、内閣総理大臣又は内閣総理大臣及び主任の国務大臣とともにこれに副署することとされていた。（公式令第5条第2項）

## 主な皇室令
| 法令                     | 概要県                                                             |
| ------------------------ | ------------------------------------------------------------------ |
| 皇室婚嫁令               | 結婚                                                               |
| 皇室誕生令               | 出産                                                               |
| 皇族会議令               | 皇室会議の組織や構成                                               |
| 華族令                   | 華族について規定                                                   |
| 宮内省官制               | 宮内省の組織                                                       |
| 内大臣府官制             | 内大臣府の組織                                                     |
| 皇室祭祀令               | 宮中祭祀の期日                                                     |
| 登極令                   | 天皇の即位                                                         |
| 摂政令                   | 摂政の設置                                                         |
| 立儲令                   | 立太子                                                             |
| 皇室成年式令             | 成年式                                                             |
| 皇室服喪令               | 服喪                                                               |
| 皇族身位令               | 班位（階級）・叙勲任官・失踪・臣籍降下・懲戒など                   |
| 皇室親族令               | 皇族の親族の範囲、婚姻、親子関係など                               |
| 朝鮮貴族令               | 華族制度に準じた朝鮮における授爵制度                               |
| 皇室財産令               | 皇室の財産と管理                                                   |
| 皇統譜令                 | 皇室の戸籍                                                         |
| 皇室儀制令               | 朝儀、紋章・旗章、鹵簿、宮中席次など                               |
| 皇族就学令               | 普通教育学齢など                                                   |
| 皇族後見令               | 未成年皇族に対する親権                                             |
| 皇族遺言令               | 遺言                                                               |
| 皇室喪儀令               | 天皇崩御の大喪、皇族喪儀の手続き                                   |
| 皇室陵墓令               | 陵墓                                                               |
| 皇室裁判令               | 皇族が関わる民事・刑事訴訟                                         |
| 王公家軌範               | 王公家の継承や身位、叙勲任官、身位喪失、懲戒、失踪、財産、親族など |
| 皇太后宮職官制           | 皇太后に関する事柄など                                             |
| 東宮ニ関スル事務主管ノ件 | 東宮誕生にともなう事務など                                         |
| 禁衛府官制               | 皇族の警護と皇室御用地を範囲とした警察、消防など                   |
| 皇室令及附属法令廃止ノ件 | すべての皇室令を廃止                                               |

## 皇室令の一覧
皇室令について、公布された年次毎に一覧を記す。前述のように明治40年の公式令により皇室令という法形式が制定されたため、明治39年以前の皇室令は存在しない。

### 明治時代
- 明治40年（1907年）
  - 皇族会議令（明治40年2月28日皇室令第1号）
  - 華族令（明治40年5月8日皇室令第2号）
  - 宮内省官制（明治40年11月1日皇室令第3号）
  - 内大臣府官制（明治40年11月1日皇室令第4号）
  - 皇后宮職官制（明治40年11月1日皇室令第5号）
  - 東宮職官制（明治40年11月1日皇室令第6号）
  - 皇族附職員官制（明治40年11月1日皇室令第7号）
  - 帝室会計審査局官制（明治40年11月1日皇室令第8号）
  - 帝室林野管理局官制（明治40年11月1日皇室令第9号）
  - 御歌所官制（明治40年11月1日皇室令第10号）
  - 帝室博物館官制（明治40年11月1日皇室令第11号）
  - 帝室林野管理局臨時職員官制（明治40年11月1日皇室令第12号）
  - 宮内官官等俸給令（明治40年11月1日皇室令第13号）
  - 宮内官任用令（明治40年11月1日皇室令第14号）
  - 宮内官分限令（明治40年11月1日皇室令第15号）
  - 宮内官懲戒令（明治40年11月1日皇室令第16号）
- 明治41年（1908年）
  - 皇室祭祀令（明治41年9月19日皇室令第1号）
  - 宮内伝染病予防令（明治41年10月10日皇室令第2号）
- 明治42年（1909年）
  - 登極令（明治42年2月11日皇室令第1号）
  - 摂政令（明治42年2月11日皇室令第2号）
  - 立儲令（明治42年2月11日皇室令第3号）
  - 皇室成年式令（明治42年2月11日皇室令第4号）
  - 宮内省官制中改正ノ件（明治42年5月14日皇室令第5号）
  - 東宮職官制中改正ノ件（明治42年5月14日皇室令第6号）
  - 帝室林野管理局中改正ノ件（明治42年5月14日皇室令第7号）
  - 帝室博物館官制中改正ノ件（明治42年5月14日皇室令第8号）
  - 宮内官官等俸給令中改正ノ件（明治42年5月14日皇室令第9号）
  - 宮内官任用令中改正ノ件（明治42年5月14日皇室令第10号）
  - 宮内官分限令中改正ノ件（明治42年5月14日皇室令第11号）
  - 皇室服喪令（明治42年6月11日皇室令第12号）
- 明治43年（1910年）
  - 宮内官官等俸給令中改正ノ件（明治43年2月17日皇室令第1号）
  - 皇族身位令（明治43年3月3日皇室令第2号）
  - 皇室親族令（明治43年3月3日皇室令第3号）
  - 宮内省官制中改正ノ件（明治43年3月29日皇室令第4号）
  - 内大臣府官制中改正ノ件（明治43年3月29日皇室令第5号）
  - 東宮職官制中改正ノ件（明治43年3月29日皇室令第6号）
  - 帝室林野管理局官制中改正ノ件（明治43年3月29日皇室令第7号）
  - 帝室博物館官制中改正ノ件（明治43年3月29日皇室令第8号）
  - 帝室林野管理局臨時職員官制中改正ノ件（明治43年3月29日皇室令第9号）
  - 宮内官官等俸給令中改正ノ件（明治43年3月29日皇室令第10号）
  - 宮内省官制中改正ノ件（明治43年7月12日皇室令第11号）
  - 宮内官官等俸給令中改正ノ件（明治43年7月12日皇室令第12号）
  - 宮内官内国旅費令（明治43年7月12日皇室令第13号）
  - 朝鮮貴族令（明治43年8月29日皇室令第14号）
  - 朝鮮ニ在住スル貴族ニ関スル件 (明治43年8月29日皇室令第15号）
  - 朝鮮貴族ノ叙位ニ関スル件（明治43年8月29日皇室令第16号）
  - 華族令中改正ノ件（明治43年8月29日皇室令第17号）
  - 宮内省官制中改正ノ件（明治43年8月29日皇室令第18号）
  - 宮内官官等俸給令中改正ノ件（明治43年8月29日皇室令第19号）
  - 前韓国宮内府職員ニ関スル件（明治43年8月29日皇室令第20号）
  - 宮内官内国旅費令中改正ノ件（明治43年9月23日皇室令第21号）
  - 朝鮮貴族タル有爵者大礼服制（明治43年12月19日皇室令第22号）
  - 宮内省官制中改正ノ件（明治43年12月22日皇室令第23号）
  - 内大臣府官制中改正ノ件（明治43年12月22日皇室令第24号）
  - 皇后宮職官制中改正ノ件（明治43年12月22日皇室令第25号）
  - 東宮職官制中改正ノ件（明治43年12月22日皇室令第26号）
  - 皇族附職員官制中改正ノ件（明治43年12月22日皇室令第27号）
  - 帝室会計審査局官制中改正ノ件（明治43年12月22日皇室令第28号）
  - 帝室林野管理局官制中改正ノ件（明治43年12月22日皇室令第29号）
  - 御歌所官制中改正ノ件（明治43年12月22日皇室令第30号）
  - 帝室博物館官制中改正ノ件（明治43年12月22日皇室令第31号）
  - 宮内官官等俸給令中改正ノ件（明治43年12月22日皇室令第32号）
  - 皇室財産令（明治43年12月24日皇室令第33号）
  - 李王職官制（明治43年12月30日皇室令第34号）
  - 宮内官官等俸給令中改正ノ件（明治43年12月30日皇室令第35号）
  - 朝鮮人タル宮内官ニシテ朝鮮ニ在勤スル者ノ俸給ニ関スル件（明治43年12月30日皇室令第36号）
  - 宮内官任用令中改正ノ件（明治43年12月30日皇室令第37号）
  - 宮内官分限令中改正ノ件（明治43年12月30日皇室令第38号）
  - 朝鮮ニ於ケル李王職ノ事務及朝鮮ニ在勤スル李王職職員ニ関スル件（明治43年12月30日皇室令第39号）
  - 李王職経費ノ支弁及李王歳費ノ収支監督ニ関スル件（明治43年12月30日皇室令第40号）
  - 朝鮮ニ在勤スル宮内官ノ恩給遺族扶助料及退官賜金ニ関スル件（明治43年12月30日皇室令第41号）
- 明治44年（1911年）
  - 宮内官官等俸給令中改正ノ件（明治44年1月26日皇室令第1号）
  - 宮内官官等俸給令中改正ノ件（明治44年5月20日皇室令第2号）
  - 皇族服装令（明治44年5月27日皇室令第3号）
  - 宮内官制服令（明治44年5月27日皇室令第4号）
  - 非役有位大礼服ノ帽ニ関スル件（明治44年5月27日皇室令第5号）
  - 華族戒飭令（明治44年12月28日皇室令第6号）
- 明治45年（1912年）
  - 学習院学制中改正ノ件（明治45年3月14日皇室令第1号）
  - 皇室会計令（明治45年7月10日皇室令第2号）
  - 旧堂上華族保護資金令（明治45年7月10日皇室令第3号）

### 大正時代
- 大正元年（1912年）
  - 皇太后宮職官制（大正元年7月30日皇室令第1号）
  - 宮内官官等俸給令中改正ノ件（大正元年7月30日皇室令第2号）
  - 宮内官任用令中改正ノ件（大正元年7月30日皇室令第3号）
  - 宮内官分限令中改正ノ件（大正元年7月30日皇室令第4号）
  - 宮内官懲戒令中改正ノ件（大正元年7月30日皇室令第5号）
  - 当分ノ内侍従長二人ヲ置クノ件（大正元年7月30日皇室令第6号）
  - 皇太后宮職職員ノ任用ニ関スル件（大正元年7月30日皇室令第7号）
  - 当分ノ内侍従長二人ヲ置クノ皇室令廃止（大正元年8月13日皇室令第8号）
  - 東宮職官制中改正ノ件（大正元年8月24日皇室令第9号）
  - 宮内官官等俸給令中改正ノ件（大正元年8月24日皇室令第10号）
  - 宮内官任用令中改正ノ件（大正元年8月24日皇室令第11号）
  - 宮内省官制中改正ノ件（大正元年10月5日皇室令第12号）
  - 宮内官官等俸給令中改正ノ件（大正元年10月5日皇室令第13号）
  - 宮内官任用令中改正ノ件（大正元年10月5日皇室令第14号）
  - 宮内官分限令中改正ノ件（大正元年10月5日皇室令第15号）
  - 宮内職員ノ懲戒免除ニ関スル件（大正元年10月11日皇室令第16号）
  - 皇室会計令中改正ノ件（大正元年10月24日皇室令第17号）
  - 旧堂上華族保護資金令中改正ノ件（大正元年10月24日皇室令第18号）
  - 宮内官官等俸給令中改正ノ件（大正元年11月11日皇室令第19号）
  - 宮内官任用令中改正ノ件（大正元年11月11日皇室令第20号）
  - 帝室林野管理局臨時職員官制中改正ノ件（大正元年12月14日皇室令第21号）
- 大正2年（1913年）
  - 学習院学制中改正ノ件（大正2年1月31日皇室令第1号）
  - 皇子附職員官制（大正2年4月9日皇室令第2号）
  - 宮内官官等俸給令中改正ノ件（大正2年4月9日皇室令第3号）
  - 宮内官任用令中改正ノ件（大正2年4月9日皇室令第4号）
  - 初叙官等ノ制限ヲ受ケサル宮内高等官他ノ宮内高等官トナリ又ハ初叙官等ノ制限ヲ受ケサル高等文官初叙官等ノ制限ヲ受クル宮内高等官トナル場合ノ官等ニ関スル件（大正2年4月9日皇室令第5号）
  - 宮内官制服令中改正ノ件（大正2年5月17日皇室令第6号）
  - 皇族附職員官制中追加ノ件（大正2年7月8日皇室令第7号）
  - 地租地租附加税及段別割ニ関スル法規ヲ皇族所有ノ土地ニ適用スルノ件（大正2年7月31日皇室令第8号）
  - 天皇ノ御服ニ関スル件（大正2年11月14日皇室令第9号）
- 大正3年（1914年）
  - 式部職掌典部職員中掌典内掌典及掌典補臨時定員増置ニ関スル件（大正3年1月12日皇室令第1号）
  - 宮内省官制中改正ノ件（大正3年7月20日皇室令第2号）
  - 内大臣府官制中改正ノ件（大正3年7月20日皇室令第3号）
  - 東宮職官制中改正ノ件（大正3年7月20日皇室令第4号）
  - 皇族附職員官制（大正3年7月20日皇室令第5号）
  - 帝室会計審査局官制中改正ノ件（大正3年7月20日皇室令第6号）
  - 御歌所官制中改正ノ件（大正3年7月20日皇室令第7号）
  - 帝室博物館官制中改正ノ件（大正3年7月20日皇室令第8号）
  - 学習院官制中改正ノ件（大正3年7月20日皇室令第9号）
  - 御料牧場官制（大正3年7月20日皇室令第10号）
  - 学習院教授臨時増置ニ関スル件（大正3年7月20日皇室令第11号）
  - 宮内官官等俸給令中改正ノ件（大正3年7月20日皇室令第12号）
  - 宮内官任用令中改正ノ件（大正3年7月20日皇室令第13号）
  - 宮内官制服令中改正ノ件（大正3年7月20日皇室令第14号）
  - 皇太后宮職官制廃止ノ件（大正3年7月28日皇室令第15号）
  - 宮内官官等俸給令中削除ノ件（大正3年7月28日皇室令第16号）
  - 宮内官任用令中削除ノ件（大正3年7月28日皇室令第17号）
  - 宮内官分限令中削除ノ件（大正3年7月28日皇室令第18号）
  - 宮内官懲戒令中削除ノ件（大正3年7月28日皇室令第19号）
  - 帝室林野管理局官制中改正ノ件（大正3年8月15日皇室令第20号）
  - 帝室林野管理局臨時職員官制中改正ノ件（大正3年8月15日皇室令第21号）
  - 宮内省ニ臨時編修局設置ノ件（大正3年12月1日皇室令第22号）
  - 式部職掌典部職員中掌典内掌典及掌典補臨時定員増置ノ件中改正ノ件（大正3年12月17日皇室令第23号）
- 大正4年（1915年）
  - 宮中席次令（大正4年2月15日皇室令第1号）
  - 皇子附職員官制中改正ノ件（大正4年2月15日皇室令第2号）
  - 宮内官内国旅費令中改正ノ件（大正4年3月2日皇室令第3号）
  - 宮内官ニシテ勅任待遇奏任待遇又ハ判任待遇宮内職員ニ命セラルルタメ退官シタル者ノ恩給並ニ退官賜金ニ関スル件（大正4年3月9日皇室令第4号）
  - 李王職官制中改正ノ件（大正4年3月19日皇室令第5号）
  - 宮内官制服令中改正ノ件（大正4年4月10日皇室令第6号）
  - 宮内官制服令中追加ノ件（大正4年7月21日皇室令第7号）
  - 宮中ニ参入スル者ノ袿袴ノ制（大正4年7月26日皇室令第8号）
  - 祭祀及策命宣読ノ為参向ノ勅使及其ノ随員ノ服装ニ関スル件（大正4年10月1日皇室令第9号）
  - 宮内官制服令中改正ノ件（大正4年11月3日皇室令第10号）
  - 宮内職員ノ懲戒免除ニ関スル件（大正4年11月17日皇室令第11号）
- 大正5年（1916年）
  - 李王職官制中改正ノ件（大正5年6月5日皇室令第1号）
  - 宮内省官制中改正ノ件（大正5年10月27日皇室令第2号）
  - 学習院官制中改正ノ件（大正5年10月27日皇室令第3号）
  - 宮内官官等俸給令中改正ノ件（大正5年10月27日皇室令第4号）
  - 宮内官任用令中改正ノ件（大正5年10月27日皇室令第5号）
  - 帝室制度審議会規則（大正5年11月6日皇室令第6号）
  - 臨時編修局名称変更ノ件（大正5年11月6日皇室令第7号）
- 大正6年（1917年）
  - 宮内官内国旅費令中改正ノ件（大正6年1月11日皇室令第1号）
  - 宮内省官制中改正ノ件（大正6年11月6日皇室令第2号）
  - 内大臣府官制中削除ノ件（大正6年11月6日皇室令第3号）
  - 皇子附職員官制中改正ノ件（大正6年11月6日皇室令第4号）
  - 宮内官官等俸給令中改正ノ件（大正6年11月6日皇室令第5号）
  - 宮内官任用令中改正ノ件（大正6年11月6日皇室令第6号）
  - 宮内官分限令中追加ノ件（大正6年11月6日皇室令第7号）
  - 学習院官制中改正ノ件（大正6年12月25日皇室令第8号）
  - 宮内官官等俸給令中追加ノ件（大正6年12月25日皇室令第9号）
  - 宮内官任用令中追加ノ件（大正6年12月25日皇室令第10号）
  - 宮内官制服令中改正ノ件（大正6年12月25日皇室令第11号）
  - 宮内省官吏准官吏恩給遺族扶助料更正ニ関スル件（大正6年12月29日皇室令第12号）
- 大正7年（1918年）
  - 宮内官官等俸給令中改正ノ件（大正7年3月20日皇室令第1号）
  - 宮内官任用令中改正ノ件（大正7年3月20日皇室令第2号）
  - 宮内省ニ臨時編修局設置ノ件中改正ノ件（大正7年6月8日皇室令第3号）
  - 宮内官官等俸給令中改正ノ件（大正7年6月8日皇室令第4号）
  - 宮内官任用令中改正ノ件（大正7年6月8日皇室令第5号）
  - 旧堂上華族保護資金令中改正ノ件（大正7年6月8日皇室令第6号）
  - 宮内省旅費臨時増賜ニ関スル件（大正7年7月22日皇室令第7号）
  - 宮内官官等俸給令中追加ノ件（大正7年7月24日皇室令第8号）
  - 学習院学制中改正ノ件（大正7年9月6日皇室令第9号）
  - 学習院官制中改正ノ件（大正7年9月6日皇室令第10号）
  - 宮内官官等俸給令中改正ノ件（大正7年9月6日皇室令第11号）
  - 宮内官任用令中追加ノ件（大正7年9月6日皇室令第12号）
  - 帝室会計審査局官制中改正ノ件（大正7年11月6日皇室令第13号）
  - 宮内官任用令中改正ノ件（大正7年11月6日皇室令第14号）
  - 皇宮警手恩給令（大正7年12月11日皇室令第15号）
  - 不要存御料地処分令（大正7年12月28日皇室令第16号）
- 大正8年（1919年）
  - 帝室林野管理局臨時職員官制中改正ノ件（大正8年1月30日皇室令第1号）
  - 旧堂上華族保護資金令中改正ノ件（大正8年3月21日皇室令第2号）
  - 宮内官制服令中改正ノ件（大正8年6月17日皇室令第3号）
  - 宮内省官制中改正ノ件（大正8年7月22日皇室令第4号）
  - 宮内官官等俸給令中改正ノ件（大正8年7月22日皇室令第5号）
  - 皇室会計令中改正ノ件（大正8年8月29日皇室令第6号）
  - 学習院学制中改正ノ件（大正8年9月13日皇室令第7号）
  - 天皇ノ御服ニ関スル件中改正ノ件（大正8年10月20日皇室令第8号）
  - 宮内官官等俸給令中改正ノ件（大正8年11月11日皇室令第9号）
- 大正9年（1920年）
  - 宮内省旅費臨時増賜ニ関スル件中追加ノ件（大正9年2月3日皇室令第1号）
  - 帝室林野管理局臨時職員官制改正ノ件（大正9年4月1日皇室令第2号）
  - 李王職官制中改正ノ件（大正9年4月8日皇室令第3号）
  - 宮内官内国旅費令中改正ノ件（大正9年6月1日皇室令第4号）
  - 宮内官任用令中改正ノ件（大正9年7月24日皇室令第5号）
  - 宮内官分限令中改正ノ件（大正9年7月24日皇室令第6号）
  - 朝鮮人タル宮内官ニシテ旧韓国宮内府其ノ他旧韓国政府ニ在官又ハ在職シタル者ノ恩給及遺族扶助料等ニ関スル件（大正9年7月24日皇室令第7号）
  - 宮中席次令中改正ノ件（大正9年7月31日皇室令第8号）
  - 宮内省官制中改正ノ件（大正9年9月4日皇室令第9号）
  - 宮内官官等俸給令中改正ノ件（大正9年9月4日皇室令第10号）
  - 朝鮮貴族タル有爵者大礼服制中改正ノ件（大正9年11月2日皇室令第11号）
  - 宮内省官吏准官吏恩給扶助料増額等ニ関スル件（大正9年12月3日皇室令第12号）
  - 宮内官官等俸給令中改正ノ件（大正9年12月18日皇室令第13号）
  - 宮内官内国旅費令中改正ノ件（大正9年12月18日皇室令第14号）
- 大正10年（1921年）
  - 帝室林野管理局官制中改正ノ件（大正10年2月16日皇室令第1号）
  - 学習院官制中改正ノ件（大正10年3月30日皇室令第2号）
  - 李王職官制中改正ノ件（大正10年3月30日皇室令第3号）
  - 学習院高等科ニ適用スヘキ規程ニ関スル件（大正10年4月23日皇室令第4号）
  - 宮内奏任官及同判任官ノ優遇ニ関スル件（大正10年5月23日皇室令第5号）
  - 不要存御料地処分令中改正ノ件（大正10年8月25日皇室令第6号）
  - 宮内省官制（大正10年10月7日皇室令第7号）
  - 皇后宮職官制（大正10年10月7日皇室令第8号）
  - 東宮職官制（大正10年10月7日皇室令第9号）
  - 帝室会計審査局官制（大正10年10月7日皇室令第10号）
  - 帝室林野管理局官制（大正10年10月7日皇室令第11号）
  - 帝室林野管理局臨時職員官制（大正10年10月7日皇室令第12号）
  - 御歌所官制（大正10年10月7日皇室令第13号）
  - 帝室博物館官制（大正10年10月7日皇室令第14号）
  - 宮内省ニ臨時帝室編修局設置ノ件中改正ノ件（大正9年10月7日皇室令第15号）
  - 宮内官考査委員会官制（大正10年10月7日皇室令第16号）
  - 宗秩寮審議会官制（大正10年10月7日皇室令第17号）
  - 宮内官官等俸給令（大正10年10月7日皇室令第18号）
  - 宮内官任用令（大正10年10月7日皇室令第19号）
  - 皇室会計令中改正ノ件（大正9年10月7日皇室令第20号）
  - 侍従次長侍従及東宮侍従ノ定員ニ関スル件（大正10年11月25日皇室令第21号）
- 大正11年（1922年）
  - 学習院学制（大正11年3月16日皇室令第1号）
  - 女子学習院学制（大正11年3月16日皇室令第2号）
  - 皇族附職員官制中改正ノ件（大正11年5月16日皇室令第3号）
  - 宮内官官等俸給令中改正ノ件（大正11年5月16日皇室令第4号）
  - 宮内省官制中改正ノ件（大正11年6月24日皇室令第5号）
  - 皇子附職員官制中改正ノ件（大正11年6月24日皇室令第6号）
  - 宮内官制服令中改正ノ件（大正11年9月28日皇室令第7号）
  - 宮内官官等俸給令中削除ノ件（大正11年9月28日皇室令第8号）
  - 宮内省在外研究員令（大正11年11月1日皇室令第9号）
  - 宮内省官制中改正ノ件（大正11年12月1日皇室令第10号）
  - 御料牧場官制廃止ノ件（大正11年12月1日皇室令第11号）
  - 宮内官官等俸給令中削除ノ件（大正11年12月1日皇室令第12号）
- 大正12年（1923年）
  - 東宮職官制中改正ノ件（大正12年3月24日皇室令第1号）
  - 宮内官官等俸給令中改正ノ件（大正12年3月24日皇室令第2号）
  - 宮内省官制中改正ノ件（大正12年3月31日皇室令第3号）
  - 帝室林野管理局臨時職員官制中改正ノ件（大正12年4月2日皇室令第4号）
  - 学習院官制（大正12年4月2日皇室令第5号）
  - 女子学習院官制（大正12年4月2日皇室令第6号）
  - 宮内官官等俸給令中改正ノ件（大正12年4月2日皇室令第7号）
  - 宮内官任用令中追加ノ件（大正12年4月2日皇室令第8号）
  - 李王職官制中改正ノ件（大正12年6月14日皇室令第9号）
  - 宮内官官等俸給令中追加ノ件（大正12年6月14日皇室令第10号）
  - 宮内官任用令中改正ノ件（大正12年6月14日皇室令第11号）
  - 外国ニ出張ヲ命セラレタル者ノ渡切旅費ニ関スル件（大正12年7月9日皇室令第12号）
  - 不要存御料地処分令中改正ノ件（大正12年7月17日皇室令第13号）
  - 皇室ノ祭祀ニ関スル件（大正12年9月21日皇室令第14号）
  - 宮内職員ノ制服ニ関スル件（大正12年9月21日皇室令第15号）
  - 宮内省恩給令（大正12年9月28日皇室令第16号）
  - 宮内官官等俸給令中改正ノ件（大正12年10月1日皇室令第17号）
  - 通常会計及帝室林野管理局会計ニ於テ収入シタル土地売払代金ニ関スル件（大正12年10月22日皇室令第18号）
  - 震災ニ基ク特別ノ事情ニ因リ皇室会計令中特例ヲ設クルコトヲ得ルノ件（大正12年11月26日皇室令第19号）
- 大正13年（1924年）
  - 東宮職官制中改正ノ件（大正13年1月7日皇室令第1号）
  - 宮内官分限令中改正ノ件（大正13年1月7日皇室令第2号）
  - 宮内官懲戒令中改正ノ件（大正13年1月7日皇室令第3号）
  - 宮内職員ノ懲戒免除ニ関スル件（大正13年1月26日皇室令第4号）
  - 帝室博物館官制中改正ノ件（大正13年1月28日皇室令第5号）
  - 帝室林野管理局臨時職員官制（大正13年1月30日皇室令第6号）
  - 臨時御歴代史実考査委員会官制（大正13年3月8日皇室令第7号）
  - 帝室林野管理局官制中改正ノ件（大正13年4月9日皇室令第8号）
  - 宮内官官等俸給令中改正ノ件（大正13年4月9日皇室令第9号）
  - 天皇ノ御服ニ関スル件中改正ノ件（大正13年4月19日皇室令第10号）
  - 宮内官官等俸給令中改正ノ件（大正13年5月13日皇室令第11号）
  - 宮内官官等俸給令中改正ノ件（大正13年6月23日皇室令第12号）
  - 旧堂上華族保護資金令中改正ノ件（大正13年10月11日皇室令第13号）
  - 宮内官制服令中改正ノ件（大正13年10月29日皇室令第14号）
  - 皇室ノ祭祀及宮内職員ノ制服ニ関スル各皇室令廃止ノ件（大正13年10月30日皇室令第15号）
  - 通常会計及帝室林野局会計ニ於テ収入シタル土地売払代金等ニ関スル件（大正13年11月21日皇室令第16号）
- 大正14年（1925年）
  - 皇子附職員官制廃止ノ件（大正14年1月4日皇室令第1号）
  - 宮内官官等俸給令中改正ノ件（大正14年1月4日皇室令第2号）
  - 宮内官任用令中改正ノ件（大正14年1月4日皇室令第3号）
  - 明治二年六月十七日行政官達（公卿諸侯ノ称ヲ廃シ華族ト改ムルノ件）等廃止ノ件（大正14年2月24日皇室令第4号）
  - 学習院官制中改正ノ件（大正14年3月12日皇室令第5号）
  - 帝室林野局臨時職員官制（大正14年5月6日皇室令第6号）
  - 宮内官制服令中改正ノ件（大正14年5月15日皇室令第7号）
  - 旧堂上華族保護資金令中改正ノ件（大正14年6月17日皇室令第8号）
  - 不要存御料地処分令中改正ノ件（大正14年6月25日皇室令第9号）
  - 東京市京都市及其ノ付近所在御料地ノ売払ニ関スル件（大正14年6月25日皇室令第10号）
  - 帝室博物館官制中改正ノ件（大正14年8月15日皇室令第11号）
  - 宮内省官制中改正ノ件（大正14年10月1日皇室令第12号）
- 大正15年（1926年）
  - 宮内官官等俸給令中改正ノ件（大正15年1月6日皇室令第1号）
  - 宮内官制服令中改正ノ件（大正15年4月29日皇室令第2号）
  - 李王職官制中改正ノ件（大正15年6月14日皇室令第3号）
  - 宮内伝染病予防令（大正15年10月5日皇室令第4号）
  - 学習院官制中改正ノ件（大正15年10月11日皇室令第5号）
  - 皇統譜令（大正15年10月21日皇室令第6号）
  - 皇室儀制令（大正15年10月21日皇室令第7号）
  - 皇族就学令（大正15年10月21日皇室令第8号）
  - 皇族後見令（大正15年10月21日皇室令第9号）
  - 皇族遺言令（大正15年10月21日皇室令第10号）
  - 皇室喪儀令（大正15年10月21日皇室令第11号）
  - 皇室陵墓令（大正15年10月21日皇室令第12号）
  - 朝鮮貴族ノ叙位ニ関スル件廃止ノ件（大正15年10月21日皇室令第13号）
  - 宮内省官制中改正ノ件（大正15年10月28日皇室令第14号）
  - 帝室制度審議会規則及臨時御歴代史実考査委員会官制廃止ノ件（大正15年10月28日皇室令第15号）
  - 皇室裁判令（大正15年12月1日皇室令第16号）
  - 王公家軌範（大正15年12月1日皇室令第17号）
  - 租税ニ関スル法規ヲ王公族所有ノ土地ニ適用スルノ件（大正15年12月1日皇室令第18号）

### 昭和時代
- 昭和元年（1926年）
  - 皇太后宮職官制（昭和元年12月25日皇室令第1号）
  - 東宮職官制廃止ノ件（昭和元年12月25日皇室令第2号）
  - 宮内官官等俸給令中改正ノ件（昭和元年12月25日皇室令第3号）
  - 宮内官任用令中改正ノ件（昭和元年12月25日皇室令第4号）
  - 宮内官分限令中改正ノ件（昭和元年12月25日皇室令第5号）
  - 侍従次長侍従及東宮侍従ノ定員ニ関スル件中改正ノ件（昭和元年12月25日皇室令第6号）
  - 侍従ノ定員ニ関スル件（昭和元年12月25日皇室令第7号）
- 昭和2年（1927年）
  - 王公族ノ服装ニ関スル件（昭和2年1月19日皇室令第1号）
  - 宮内省官制中改正ノ件（昭和2年1月21日皇室令第2号）
  - 宮内職員ノ懲戒免除ニ関スル件（昭和2年2月7日皇室令第3号）
  - 帝室林野局官制中改正ノ件（昭和2年4月15日皇室令第4号）
  - 宮内省官制中改正ノ件（昭和2年6月16日皇室令第5号）
  - 宮内官官等俸給令中改正ノ件（昭和2年6月16日皇室令第6号）
  - 宮内官任用令中改正ノ件（昭和2年6月16日皇室令第7号）
  - 宮内官分限令中改正ノ件（昭和2年6月16日皇室令第8号）
  - 侍従次長侍従及東宮侍従ノ定員ニ関スル件廃止ノ件（昭和2年6月16日皇室令第9号）
  - 侍従ノ定員ニ関スル件廃止ノ件（昭和2年6月16日皇室令第10号）
  - 天皇ノ御服ニ関スル件中改正ノ件（昭和2年10月5日皇室令第11号）
  - 皇室祭祀令中改正ノ件（昭和2年10月15日皇室令第12号）
  - 宮内官制服令中改正ノ件（昭和2年11月1日皇室令第13号）
  - 皇室儀制令中改正ノ件（昭和2年11月2日皇室令第14号）
  - 天皇ノ御服ニ関スル件中改正ノ件（昭和2年12月20日皇室令第15号）
  - 帝室林野局官制中改正ノ件（昭和2年12月27日皇室令第16号）
  - 登極令中改正ノ件（昭和2年12月30日皇室令第17号）
  - 式部職掌典部職員臨時増置ノ件（昭和2年12月30日皇室令第18号）
- 昭和3年（1928年）
  - 皇族服装令中改正ノ件（昭和3年3月17日皇室令第1号）
  - 宮内官制服令中改正ノ件（昭和3年3月17日皇室令第2号）
  - 宮内官制服令中改正ノ件（昭和3年6月14日皇室令第3号）
  - 李王職官制中改正ノ件（昭和3年8月15日皇室令第4号）
  - 宮内官官等俸給令中改正ノ件（昭和3年8月15日皇室令第5号）
  - 宮内官任用令中改正ノ件（昭和3年8月15日皇室令第6号）
  - 宮内官分限令中改正ノ件（昭和3年8月15日皇室令第7号）
  - 宮内省官制中改正ノ件（昭和3年10月31日皇室令第8号）
  - 皇室会計令中改正ノ件（昭和3年10月31日皇室令第9号）
  - 宮内職員ノ懲戒免除ニ関スル件（昭和3年11月10日皇室令第10号）
  - 宮内官内国旅費令中改正ノ件（昭和3年12月29日皇室令第11号）
- 昭和5年（1930年）
  - 宮内省官制中改正ノ件（昭和5年3月4日皇室令第1号）
  - 皇后宮職官制中改正ノ件（昭和5年3月4日皇室令第2号）
  - 皇族附職員官制（昭和5年3月4日皇室令第3号）
  - 帝室会計審査局官制中改正ノ件（昭和5年3月4日皇室令第4号）
  - 帝室林野局官制中改正ノ件（昭和5年3月4日皇室令第5号）
  - 帝室林野局臨時職員官制中改正ノ件（昭和5年3月4日皇室令第6号）
  - 宮内官官等俸給令中改正ノ件（昭和5年3月4日皇室令第7号）
  - 宮内官任用令中改正ノ件（昭和5年3月4日皇室令第8号）
  - 宮内奏任官及判任官ノ優遇ニ関スル件中改正ノ件（昭和5年3月4日皇室令第9号）
  - 貴族院議員ノ兼務スルヲ得サル宮内官職中改正ノ件（昭和5年3月4日皇室令第10号）
  - 宮内官制服令中改正ノ件（昭和5年3月4日皇室令第11号）
  - 不要存御料地処分令中改正ノ件（昭和5年6月21日皇室令第12号）
  - 天皇ノ御服ニ関スル件中改正ノ件（昭和5年9月11日皇室令第13号）
- 昭和6年（1931年）
  - 宮内官官等俸給令中改正ノ件（昭和6年6月1日皇室令第1号）
  - 宮内省ニ於テ委嘱ニ依リ財団法人帝室博物館復興翼賛会事務ヲ施行スルノ件（昭和6年10月1日皇室令第2号）
  - 宮内省ニ臨時職員増置ノ件（昭和6年10月1日皇室令第3号）
- 昭和7年（1932年）
  - 宮内省官制中改正ノ件（昭和7年6月22日皇室令第1号）
  - 宮内官官等俸給令中改正ノ件（昭和7年6月22日皇室令第2号）
  - 宮内官制服令中改正ノ件（昭和7年12月20日皇室令第3号）
  - 外国旅費等臨時増給ニ関スル件（昭和7年12月24日皇室令第4号）
- 昭和8年（1933年）
  - 宮内省恩給令中改正ノ件（昭和8年9月19日皇室令第1号）
  - 恩給ノ増額等ニ関スル件（昭和8年9月19日皇室令第2号）
  - 宮内官分限令中改正ノ件（昭和8年9月19日皇室令第3号）
  - 宮内省ニ臨時帝室編修局ヲ置クノ件廃止ノ件（昭和8年9月30日皇室令第4号）
  - 宮内官官等俸給令中改正ノ件（昭和8年9月30日皇室令第5号）
  - 宮内官任用令中改正ノ件（昭和8年9月30日皇室令第6号）
  - 皇室会計令中改正ノ件（昭和8年11月13日皇室令第7号）
  - 帝室林野局官制中改正ノ件（昭和8年12月23日皇室令第8号）
  - 帝室林野局臨時職員官制中改正ノ件（昭和8年12月23日皇室令第9号）
  - 旧堂上華族保護資金令中改正ノ件（昭和8年12月23日皇室令第10号）
  - 東宮ニ関スル事務主管ノ件（昭和8年12月23日皇室令第11号）
- 昭和9年（1934年）
  - 宮内職員ノ懲戒免除ニ関スル件（昭和9年2月11日皇室令第1号）
  - 出納官吏等ノ弁償責任ノ免除ニ関スル件（昭和9年2月11日皇室令第2号）
  - 天皇ノ御服ニ関スル件中改正ノ件（昭和9年2月15日皇室令第3号）
  - 宮内官任用令中改正ノ件（昭和9年4月24日皇室令第4号）
  - 図書寮ニ臨時職員増置ノ件（昭和9年12月21日皇室令第5号）
  - 帝室林野局官制中改正ノ件（昭和9年12月24日皇室令第6号）
- 昭和10年（1935年）
  - 宮内省官制中改正ノ件（昭和10年3月28日皇室令第1号）
  - 皇族附職員官制中改正ノ件（昭和10年3月28日皇室令第2号）
  - 宮内官官等俸給令中改正ノ件（昭和10年3月28日皇室令第3号）
  - 宮内官任用令中改正ノ件（昭和10年3月28日皇室令第4号）
  - 宮内官内国旅費令中改正ノ件（昭和10年4月1日皇室令第5号）
  - 宮内省官制中改正ノ件（昭和10年12月2日皇室令第6号）
  - 帝室林野局官制中改正ノ件（昭和10年12月2日皇室令第7号）
- 昭和11年（1936年）
  - 李王職官制中改正ノ件（昭和11年3月30日皇室令第1号）
  - 皇后宮職官制中改正ノ件（昭和11年4月10日皇室令第2号）
  - 東宮傅育職員官制（昭和11年4月10日皇室令第3号）
  - 宮内官官等俸給令中改正ノ件（昭和11年4月10日皇室令第4号）
  - 宮内官任用令中改正ノ件（昭和11年4月10日皇室令第5号）
  - 宮内官内国旅費令中改正ノ件（昭和11年6月9日皇室令第6号）
  - 宮内省官制中改正ノ件（昭和11年8月1日皇室令第7号）
  - 宮内省官制中改正ノ件（昭和11年11月20日皇室令第8号）
  - 宮内官官等俸給令中改正ノ件（昭和11年11月20日皇室令第9号）
  - 宮内官任用令中改正ノ件（昭和11年11月20日皇室令第10号）
  - 宮内官制服令中改正ノ件（昭和11年11月20日皇室令第11号）
  - 帝室林野局官制中改正ノ件（昭和11年12月24日皇室令第12号）
  - 帝室林野局臨時職員官制（昭和11年12月24日皇室令第13号）
- 昭和12年（1937年）
  - 皇室喪儀令中改正ノ件（昭和12年11月22日皇室令第1号）
  - 帝室博物館特別資金令（昭和12年12月20日皇室令第2号）
  - 宮内省ニ臨時職員増置ノ件廃止ノ件（昭和12年12月23日皇室令第3号）
  - 帝室林野局官制中改正ノ件（昭和12年12月23日皇室令第4号）
  - 帝室林野局臨時職員官制中改正ノ件（昭和12年12月23日皇室令第5号）
- 昭和13年（1938年）
  - 図書寮ニ臨時職員増置ノ件廃止ノ件（昭和13年1月8日皇室令第1号）
  - 学習院官制中改正ノ件（昭和13年1月8日皇室令第2号）
  - 宮内職員ノ懲戒免除ニ関スル件（昭和13年2月11日皇室令第3号）
  - 出納官吏等ノ弁償責任ノ免除ニ関スル件（昭和13年2月11日皇室令第4号）
  - 林野資金ノ原額ヲ帝室林野局会計ノ歳計剰余金ヨリ移入スルコトヲ得ルノ件（昭和13年5月28日皇室令第5号）
  - 天皇ノ御服ニ関スル件中改正ノ件（昭和13年6月1日皇室令第6号）
  - 宮内省恩給令中改正ノ件（昭和13年8月1日皇室令第7号）
  - 帝室博物館官制中改正ノ件（昭和13年11月7日皇室令第8号）
  - 帝室林野局官制中改正ノ件（昭和13年12月23日皇室令第9号）
  - 宮内省ニ於テ委嘱ニ依リ財団法人帝室博物館復興翼賛会ノ事務ヲ施行スルノ件廃止ノ件（昭和13年12月23日皇室令第10号）
- 昭和14年（1939年）
  - 宮内省官制中改正ノ件（昭和14年5月26日皇室令第1号）
  - 宮内官任用令中改正ノ件（昭和14年5月26日皇室令第2号）
  - 宮内省官制中改正ノ件（昭和14年12月26日皇室令第3号）
  - 掌典職官制（昭和14年12月26日皇室令第4号）
  - 帝室林野局官制中改正ノ件（昭和14年12月26日皇室令第5号）
  - 宮内官官等俸給令中改正ノ件（昭和14年12月26日皇室令第6号）
  - 宮内官任用令中改正ノ件（昭和14年12月26日皇室令第7号）
- 昭和15年（1940年）
  - 祭祀及策命宣読ノ為参向ノ勅使及其ノ隨員ノ服装ニ関スル件中改正ノ件（昭和15年2月9日皇室令第1号）
  - 宮内職員ノ懲戒免除ニ関スル件（昭和15年2月11日皇室令第2号）
  - 出納官吏等ノ弁償責任ノ免除ニ関スル件（昭和15年2月11日皇室令第3号）
  - 宮内省恩給令中改正ノ件（昭和15年5月1日皇室令第4号）
  - 学習院官制中改正ノ件（昭和15年9月6日皇室令第5号）
  - 宮内官官等俸給令中改正ノ件（昭和15年9月6日皇室令第6号）
  - 宮内官任用令中改正ノ件（昭和15年9月6日皇室令第7号）
  - 東宮傅育職員官制中改正ノ件（昭和15年10月7日皇室令第8号）
  - 皇后宮職ニ皇子傅育官ヲ置クノ件（昭和15年10月7日皇室令第9号）
  - 宮内官官等俸給令中改正ノ件（昭和15年10月7日皇室令第10号）
  - 宮内官任用令中改正ノ件（昭和15年10月7日皇室令第11号）
  - 帝室林野局官制中改正ノ件（昭和15年12月26日皇室令第12号）
  - 帝室林野局臨時職員官制中改正ノ件（昭和15年12月26日皇室令第13号）
- 昭和16年（1941年）
  - 学習院学制中改正ノ件（昭和16年3月29日皇室令第1号）
  - 女子学習院学制中改正ノ件（昭和16年3月29日皇室令第2号）
  - 宮内省官制中改正ノ件（昭和16年4月1日皇室令第3号）
  - 宮内官官等俸給令中改正ノ件（昭和16年4月1日皇室令第4号）
  - 宮内官任用令中改正ノ件（昭和16年4月1日皇室令第5号）
  - 宮内官制服令中改正ノ件（昭和16年4月1日皇室令第6号）
  - 李王職官制中改正ノ件（昭和16年7月1日皇室令第7号）
  - 宮内官官等俸給令中改正ノ件（昭和16年7月1日皇室令第8号）
  - 宮内官任用令中改正ノ件（昭和16年7月1日皇室令第9号）
  - 皇室親族令中改正ノ件（昭和16年7月11日皇室令第10号）
  - 皇室成年式令中改正ノ件（昭和16年7月11日皇室令第11号）
  - 王公家軌範中改正ノ件（昭和16年7月11日皇室令第12号）
  - 牧場又ハ林野経営ノ為ノ皇室会計令ノ特例ニ関スル件（昭和16年12月27日皇室令第13号）
- 昭和17年（1942年）
  - 李王職官制中改正ノ件（昭和17年4月1日皇室令第1号）
  - 学習院高等科ニ適用スヘキ規程ニ関スル件中改正ノ件（昭和17年4月1日皇室令第2号）
  - 宮内職員死亡又ハ退職ノ場合ニ於ケル任用等ノ手続ニ関スル件（昭和17年6月20日皇室令第3号）
- 昭和18年（1943年）
  - 天皇ノ御服ニ関スル件中改正ノ件（昭和18年2月6日皇室令第1号）
  - 帝室林野局官制中改正ノ件（昭和18年3月3日皇室令第2号）
  - 帝室林野局臨時職員官制中改正ノ件（昭和18年3月3日皇室令第3号）
  - 学習院学制中改正ノ件（昭和18年4月1日皇室令第4号）
  - 女子学習院学制中改正ノ件（昭和18年4月1日皇室令第5号）
  - 宮内省官制中改正ノ件（昭和18年8月2日皇室令第6号）
  - 帝室会計審査局官制中改正ノ件（昭和18年8月2日皇室令第7号）
  - 帝室林野局官制中改正ノ件（昭和18年8月2日皇室令第8号）
  - 李王職官制中改正ノ件（昭和18年8月2日皇室令第9号）
  - 大東亜戦争ニ際シ陸海軍ニ召集セラレタル宮内職員ノ補欠及復帰ニ関スル件（昭和18年8月2日皇室令第10号）
  - 宮内官官等俸給令中改正ノ件（昭和18年8月2日皇室令第11号）
  - 宮内官内国旅費令中改正ノ件（昭和18年8月2日皇室令第12号）
  - 宮内官任用令中改正ノ件（昭和18年8月2日皇室令第13号）
  - 宮内官任用令ノ特例ニ関スル件（昭和18年8月2日皇室令第14号）
  - 宮内職員優遇令（昭和18年8月2日皇室令第15号）
  - 宮内奏任官及同判任官ノ優遇ニ関スル件中改正ノ件（昭和18年8月2日皇室令第16号）
  - 宮内官制服令中改正ノ件（昭和18年8月2日皇室令第17号）
  - 恩給ノ増額等ニ関スル件中改正ノ件（昭和18年8月2日皇室令第18号）
  - 天皇ノ御服ニ関スル件中改正ノ件（昭和18年10月13日皇室令第19号）
  - 宮内伝染病予防令（昭和18年10月23日皇室令第20号）
  - 皇室会計令臨時特例（昭和18年12月28日皇室令第21号）
  - 帝室林野局臨時職員官制中改正ノ件（昭和18年12月29日皇室令第22号）
- 昭和19年（1944年）
  - 学習院学制戦時特例ニ関スル件（昭和19年3月31日皇室令第1号）
  - 女子学習院学制戦時特例ニ関スル件（昭和19年3月31日皇室令第2号）
  - 宮内省内国旅費令（昭和19年5月10日皇室令第3号）
  - 宮中ニ於ケル男子ノ通常服ニ関スル件（昭和19年5月12日皇室令第4号）
  - 宮内官官等俸給令中改正ノ件（昭和19年6月9日皇室令第5号）
  - 帝室林野局官制中改正ノ件（昭和19年7月8日皇室令第6号）
  - 宮内官官等俸給令中改正ノ件（昭和19年9月1日皇室令第7号）
  - 宮中ニ於ケル女子ノ通常服ニ関スル件（昭和19年10月2日皇室令第8号）
  - 宮内省特別需品資金令（昭和19年11月21日皇室令第9号）
- 昭和20年（1945年）
  - 宮内官制服令第九条ノ臨時特例ニ関スル件（昭和20年2月9日皇室令第1号）
  - 帝室博物館官制中改正ノ件（昭和20年3月5日皇室令第2号）
  - 正倉院管理署官制（昭和20年3月5日皇室令第3号）
  - 宮内部内臨時職員設置制（昭和20年3月5日皇室令第4号）
  - 宮内官官等俸給令中改正ノ件（昭和20年3月5日皇室令第5号）
  - 宮内官任用令中改正ノ件（昭和20年3月5日皇室令第6号）
  - 女子学習院ニ研究科ヲ置クノ件（昭和20年3月17日皇室令第7号）
  - 皇室会計令臨時特例中改正ノ件（昭和20年3月19日皇室令第8号）
  - 宮内官官等俸給令中改正ノ件（昭和20年5月5日皇室令第9号）
  - 皇室会計令臨時特例中改正ノ件（昭和20年6月1日皇室令第10号）
  - 旧堂上華族保護資金令中改正ノ件（昭和20年6月26日皇室令第11号）
  - 帝室林野局官制中改正ノ件（昭和20年7月26日皇室令第12号）
  - 宮中ニ於ケル女子ノ通常服ニ関スル件中改正ノ件（昭和20年8月3日皇室令第13号）
  - 皇后宮職官制中改正ノ件（昭和20年8月10日皇室令第14号）
  - 東宮職官制（昭和20年8月10日皇室令第15号）
  - 宮内官官等俸給令中改正ノ件（昭和20年8月10日皇室令第16号）
  - 宮内官任用令中改正ノ件（昭和20年8月10日皇室令第17号）
  - 宮内官分限令中改正ノ件（昭和20年8月10日皇室令第18号）
  - 宮内職員ノ任用及懲戒ノ手続等ニ関スル臨時特例ノ件（昭和20年8月21日皇室令第19号）
  - 宮内職員死亡又ハ退職ノ場合ニ於ケル任用等ノ手続ニ関スル件中改正ノ件（昭和20年9月3日皇室令第20号）
  - 宮内省官制中改正ノ件（昭和20年9月10日皇室令第21号）
  - 禁衛府官制（昭和20年9月10日皇室令第22号）
  - 宮内官官等俸給令中改正ノ件（昭和20年9月10日皇室令第23号）
  - 宮内官任用令中改正ノ件（昭和20年9月10日皇室令第24号）
  - 宮内伝染病予防令中改正ノ件（昭和20年9月20日皇室令第25号）
  - 宮内省官制中改正ノ件（昭和20年10月5日皇室令第26号）
  - 宮内部内臨時職員設置制中改正ノ件（昭和20年10月5日皇室令第27号）
  - 宮内官官等俸給令中改正ノ件（昭和20年10月5日皇室令第28号）
  - 宮内官任用令中改正ノ件（昭和20年10月5日皇室令第29号）
  - 宮内官任用令ノ特例ニ関スル件中改正ノ件（昭和20年10月5日皇室令第30号）
  - 明治二十三年宮内省達第十二号中改正ノ件（昭和20年10月5日皇室令第31号）
  - 宮内官制服令中改正ノ件（昭和20年10月5日皇室令第32号）
  - 宮内省恩給令中改正ノ件（昭和20年10月15日皇室令第33号）
  - 宮内職員ノ懲戒免除ニ関スル件（昭和20年10月24日皇室令第34号）
  - 出納官吏等ノ弁償責任ノ免除ニ関スル件（昭和20年10月24日皇室令第35号）
  - 宮内職員優遇令中改正ノ件（昭和20年10月24日皇室令第36号）
  - 天皇ノ御服ニ関スル件（昭和20年11月7日皇室令第37号）
  - 皇族服装令中改正ノ件（昭和20年11月7日皇室令第38号）
  - 宮中ニ於ケル男子ノ通常服ニ関スル件（昭和20年11月7日皇室令第39号）
  - 宮内省官制中改正ノ件（昭和20年11月24日皇室令第40号）
  - 内大臣官制廃止ノ件（昭和20年11月24日皇室令第41号）
  - 皇太后職官制中改正ノ件（昭和20年11月24日皇室令第42号）
  - 東宮職官制中改正ノ件（昭和20年11月24日皇室令第43号）
  - 宮内官官等俸給令中改正ノ件（昭和20年11月24日皇室令第44号）
  - 宮内官任用令中改正ノ件（昭和20年11月24日皇室令第45号）
  - 宮内官分限令中改正ノ件（昭和20年11月24日皇室令第46号）
  - 宮内官優遇令中改正ノ件（昭和20年11月24日皇室令第47号）
  - 明治二十三年宮内省達第十二号中改正ノ件（昭和20年11月24日皇室令第48号）
  - 宮内省恩給令中改正ノ件（昭和20年11月24日皇室令第49号）
  - 皇族身位令中改正ノ件（昭和20年12月1日皇室令第50号）
  - 皇族就学令中改正ノ件（昭和20年12月1日皇室令第51号）
  - 皇族遺言令中改正ノ件（昭和20年12月1日皇室令第52号）
  - 皇族裁判令中改正ノ件（昭和20年12月1日皇室令第53号）
  - 皇室儀制令中改正ノ件（昭和20年12月1日皇室令第54号）
  - 華族令中改正ノ件（昭和20年12月7日皇室令第55号）
  - 学習院学制中改正ノ件（昭和20年12月8日皇室令第56号）
  - 女子学習院学制中改正ノ件（昭和20年12月8日皇室令第57号）
  - 皇室儀制令中改正ノ件（昭和20年12月18日皇室令第58号）
  - 皇室祭祀令中改正ノ件（昭和20年12月24日皇室令第59号）
  - 皇室会計令中改正ノ件（昭和20年12月29日皇室令第60号）
- 昭和21年（1946年）
  - 大東亜戦争ニ際シ陸海軍ニ召集セラレタル宮内職員ノ補欠及復帰ニ関スル件中改正等ノ件（昭和21年1月25日皇室令第1号）
  - 宮内省官制中改正ノ件（昭和21年1月31日皇室令第2号）
  - 朝鮮ニ於ケル李王職ノ事務及朝鮮ニ在勤スル李王職職員ニ関スル件等廃止ノ件（昭和21年1月31日皇室令第3号）
  - 王公族附職員官制（昭和21年1月31日皇室令第4号）
  - 宮内官官等俸給令中改正ノ件（昭和21年1月31日皇室令第5号）
  - 宮内官任用令中改正ノ件（昭和21年1月31日皇室令第6号）
  - 宮内官内国旅費令中改正ノ件（昭和21年1月31日皇室令第7号）
  - 宮内職員優遇令中改正ノ件（昭和21年1月31日皇室令第8号）
  - 宮内省恩給令ノ特例ニ関スル件（昭和21年2月22日皇室令第9号）
  - 宮内省官制中改正ノ件（昭和21年3月30日皇室令第10号）
  - 宗秩寮審議会官制中改正ノ件（昭和21年3月30日皇室令第11号）
  - 皇宮警察署官制（昭和21年3月30日皇室令第12号）
  - 皇族王公族附職員官制（昭和21年3月30日皇室令第13号）
  - 宮内官任用叙等令（昭和21年3月30日皇室令第14号）
  - 宮内官俸給令（昭和21年3月30日皇室令第15号）
  - 皇太后宮職官制等中改正ノ件（昭和21年3月30日皇室令第16号）
  - 宮内官分限令等中改正ノ件（昭和21年3月30日皇室令第17号）
  - 学習院学制中改正ノ件（昭和21年3月30日皇室令第18号）
  - 皇室会計令中改正ノ件（昭和21年6月29日皇室令第19号）
  - 宮内省官制中改正ノ件（昭和21年7月10日皇室令第20号）
  - 皇族王公族附職員官制廃止ノ件（昭和21年7月10日皇室令第21号）
  - 明治二十三年宮内省達第十二号中改正ノ件（昭和21年7月10日皇室令第22号）
  - 帝室林野局官制中改正ノ件（昭和21年9月4日皇室令第23号）
  - 宮内官俸給令中改正ノ件（昭和21年10月1日皇室令第24号）
  - 宮内省内国旅費令中改正ノ件（昭和21年11月13日皇室令第25号）
  - 戦時補償特別措置法及附属法令ヲ御料ニ係ル戦時補償請求権ニ関シ準用スル等ノ件（昭和21年12月11日皇室令第26号）
  - 皇族身位令中改正ノ件（昭和21年12月28日皇室令第27号）
  - 皇統譜令中改正ノ件（昭和21年12月28日皇室令第28号）
  - 宮内省官制中改正ノ件（昭和21年12月29日皇室令第29号）
  - 宮内伝染病予防令中改正ノ件（昭和21年12月29日皇室令第30号）
- 昭和22年（1947年）
  - 財産税法及附属法令ヲ御料ニ関シ準用スル等ノ件（昭和22年2月21日皇室令第1号）
  - 租税ニ関スル法令ヲ皇族ニ適用スルノ件（昭和22年2月21日皇室令第2号）
  - 王公家軌範中改正ノ件（昭和22年2月21日皇室令第3号）
  - 御資会計財本部ニ属スル現金、登録国債又ハ有価証券ヲ納税ノ用ニ充ツルコトヲ得ルノ件（昭和22年2月24日皇室令第4号）
  - 旧堂上華族保護資金令中改正ノ件（昭和22年3月22日皇室令第5号）
  - 皇室会計令中改正ノ件（昭和22年3月31日皇室令第6号）
  - 宮内省恩給令中改正ノ件（昭和22年3月31日皇室令第7号）
  - 恩給法臨時特例ヲ宮内職員ノ恩給ニ準用スルノ件（昭和22年3月31日皇室令第8号）
  - 学習院官制等廃止ノ件（昭和22年3月31日皇室令第9号）
  - 帝室林野局官制等廃止ノ件（昭和22年4月1日皇室令第10号）
  - 財産税法及附属法令ヲ御料ニ関シ準用スル等ノ件（昭22皇室令1）ノ施行ニ関スル件（昭和22年4月30日皇室令第11号）
  - 皇室令及附属法令廃止ノ件（昭和22年5月2日皇室令第12号）